# Râul Racovița, Olteț
Râul Racovița este un curs de apă, afluent al râului Olteț. 